# 3293 Rontaylor
3293 Rontaylor eller 4650 P-L är en asteroid i huvudbältet som upptäcktes den 24 september 1960 av den nederländsk-amerikanske astronomen Tom Gehrels och det nederländska astronomparet Ingrid van Houten-Groeneveld och Cornelis Johannes van Houten vid Palomarobservatoriet. Den är uppkallad efter Ronald C. Taylor.
Asteroiden har en diameter på ungefär 14 kilometer och den tillhör asteroidgruppen Nysa.